# Zaro Agà
Zaro Agà (Zaro Ağa en turc, Zaro Axa en kurd) va ser un home kurd que ha passat per ser una de les persones més longeves de la història. Va néixer al poble de Merment o Mêydanê (avui Meydan), districte de Mutki, Bitlis entre els anys 1774 i 1777, i va morir a Istanbul, Turquia, el 29 de juny de 1934, pel que suposadament hauria mort amb una edat al voltant de 157 anys.

## Biografia
Agà va néixer a Medan (avui Meydan), una població propera a Mutki (província de Bitlis) en temps de l'Imperi Otomà. De jove va treballar d'obrer de la construcció i, un cop instal·lat a Istambul, treballarà de porter. Quan es va jubilar treballava de conserge.
Suposat l'home més gran del món, va atraure l'atenció de la premsa popular durant els darrers anys de la seva vida. Gràcies a això viatjarà als Estats Units, França, el Regne Unit i a Itàlia.
Zaro Agà es va trobar dos cops amb Mustafa Kemal Atatürk, el qual ell anomenava "el Soldà". El diari turc Taraf informa que durant les seves trobades Zaro Aga va felicitar al governant per la feina feta, tot i que li hauria retret a Atatürk l'haver donat massa llibertats a les dones.
Zaro Agà afirmava haver conegut a Napoleó, haver combatut en sis guerres i haver participat en el setge de Plevna (en aquest darrer cas ho hauria fet amb 100 anys). Assegurava haver-se casat onze o dotze cops i haver tingut uns 36 fills.
Declarava no haver begut ni fumat mai, i assegurava tenir una dieta essencialment vegetariana. La seva opinió era sempre de caràcter conservador. Creia que les dones havien de dur els cabells i les faldilles llargs i que s'havien de quedar a casa lluny de la vista dels estranys.
Aga va viure en un relatiu anonimat fins al 1930, quan les seves històries van agafar fama. A partir d'aquell moment la seva vida esdevé pública i viatjarà als Estats Units. El 1931 anirà a Londres. Participarà també en espectacles de circ on se'l mostrarà com la «vuitena meravella del món».
Finalment, Agà va tornar a Turquia, amenaçat amb querelles per part de la seva dona Kudret, per haver desatès la seva obligació alimentària. Va reprendre llavors la seva feina com a porter de la cafeteria de l'ajuntament per 8 lliures al mes. Fins al final dels seus dies explicarà als clients de la cafeteria, ja no les seves experiències amb Napoleó si no els seus viatges a Nova York i Londres.

## Controvèrsia
La seva edat real ha estat discutida per varies fonts. Segons l'agència Reuter d'Istambul, van examinar en vida de Zaro Agà el seus ossos amb raig-X. Els resultats van fer dubtar els metges de la seva edat pretesa, i van afirmar que l'home no podia tenir més de 120 anys. Sembla que Agà es va enfadar molt i va acabar llançant contra els metges el seu certificat de naixement.
El certificat de defunció escrit pel seu metge turc, deia que Zaro Agà havia mort a l'edat de 157 ans. Va morir a Istanbul, si bé existeix també certa confusió sobre el lloc, ja que van enviar el seu cos als Estats Units poc després de la seva mort per a estudiar-lo. Un informe d'investigació publicat per Walter Bowerman el 1939, indica que Agà tenia al voltant de 97 anys en el moment de la seva mort, i no 157.